# Potamotrygon orbignyi

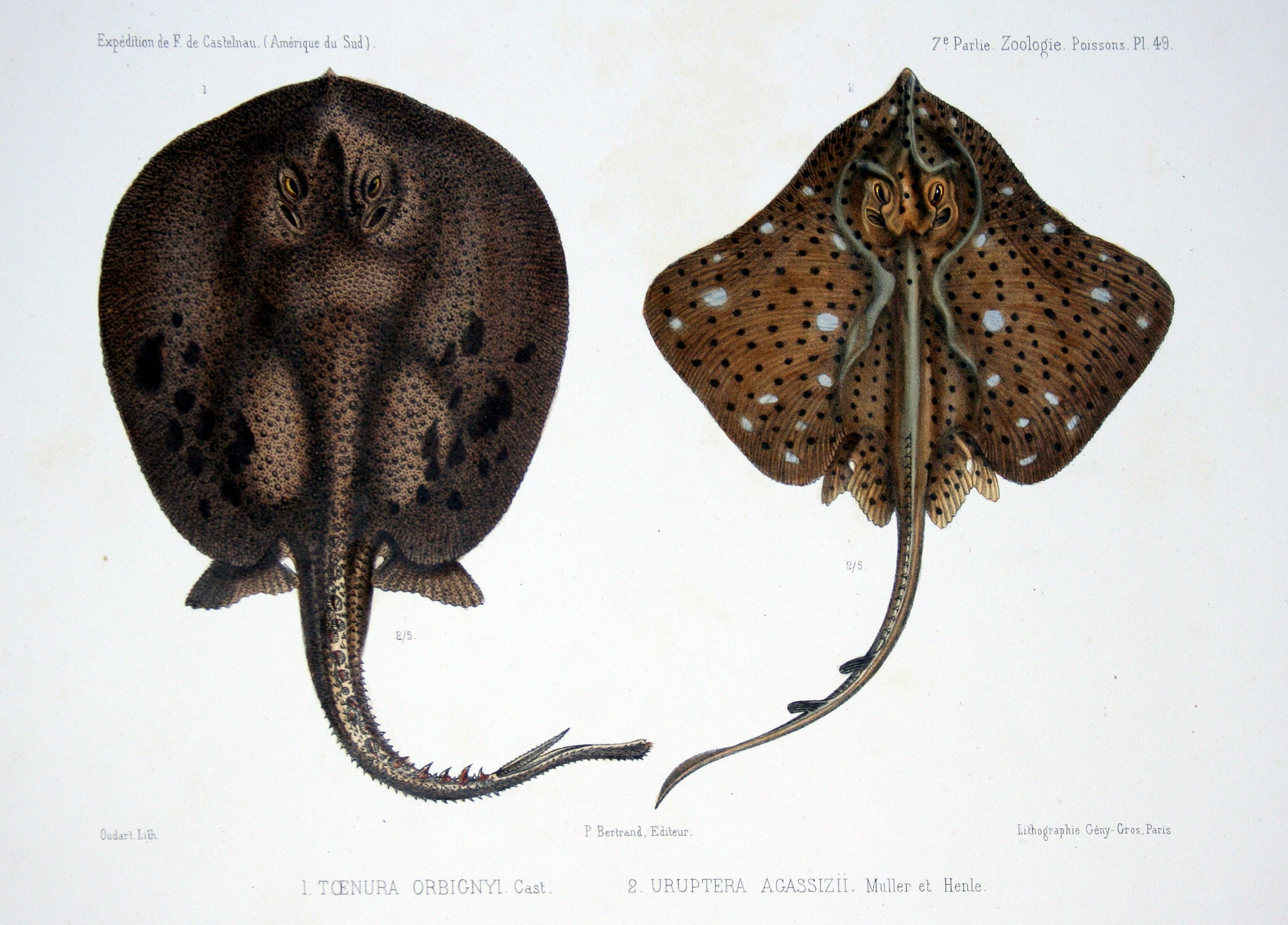
Potamotrygon orbignyi (la de la izquierda).

Potamotrygon orbignyi, denominada comúnmente raya de río,  es una especie del género de peces de agua dulce Potamotrygon, de la familia Potamotrygonidae en el orden de los Myliobatiformes. Habita en ambientes acuáticos en el norte de Sudamérica. La mayor longitud que alcanza ronda los 35 cm, y 1,4 kg, aunque se han citado ejemplares de hasta 5 kg.

## Taxonomía
Esta especie fue descrita originalmente en el año 1855 por el ictiólogo Castelnau. Posee una amplia distribución, pudiendo requerir una subdivisión taxonómica.
Etimología
La etimología del término Potamotrygon viene del griego, donde potamos significa 'río', y trygon que significa 'raya picadora'.

## Distribución
Esta especie habita en Bolivia, Brasil, las Guayanas y Venezuela.

## Costumbres
Habita en el fondo limoso o arenoso de los ríos y arroyos, pasando fácilmente desapercibida gracias a su coloración críptica.
Como método de defensa, este pez está provisto de una fina y punzante espina situada sobre el dorso de la cola; cuando algún bañista accidentalmente la pisa, la raya arquea el cuerpo y su cola, para inmediatamente clavarle profundamente su aguijón en algún músculo de la pierna del desafortunado, lo que le producirá una herida ulcerante, de rebelde de curación. Por esta razón es un animal odiado y temido, empleando los pobladores ribereños técnicas para evitar los accidentes con este pez, la más común es azotar las aguas de un sector adecuado para el baño, empleando ramas o palos, con el objetivo de hacer huir a los posibles ejemplares que se encontrasen allí.
Se alimenta principalmente de otros peces a los que captura con la técnica del acecho, permaneciendo inmóvil y semienterrada a la espera del paso de alguna presa, la que será atacada por sorpresa. Su dieta se complementa con insectos y crustáceos.
Las hembras alcanzan la madurez sexual a los 18,5 cm, y los machos a los 23 cm. Las hembras dan a luz a dos crías en cualquier época del año.